# Acmopolynema hervali
Acmopolynema hervali is een vliesvleugelig insect uit de familie Mymaridae. De wetenschappelijke naam is voor het eerst geldig gepubliceerd in 1948 door Gomes.